# Cristian Grabinski
Cristian Emilio Grabinski (Llavallol, Buenos Aires, Argentina, 12 de enero de 1980) es un exfutbolista argentino, que se desempeñaba como defensor. Actualmente es entrenador. Ha sido internacional en las selecciones juveniles de Argentina.

## Carrera
Cristian Grabinski debutó con Newell's el 21 de junio de 1999, en un partido ante Talleres de Córdoba (1:1) por la Primera División de Argentina. Participó en 82 encuentros con el equipo rosarino, en el cual convirtió un gol. Tras quedar libre de Newell's en 2003, Grabinski firmó con el Racing Club de Avellaneda en julio de ese año, al que se incorporó a préstamo por un año.
A mediados de 2006, Grabinski se incorporó a Colón, que era dirigido por Julio César Toresani. El 2007 pasó por el AEK Larnaca de Chipre.
El 2008 fue al Emelec de Ecuador, y luego pasó al Chacarita Juniors donde logró ascender el 2009 y renovó su contrato con el club.
El 2010 pasó al San Martín de San Juan, club en el que el 2011 ascendió a la Primera División de Argentina. En enero de 2013, ficha por Deportes Iquique de la Primera División de Chile y con el cual, juega la Copa Bridgestone Libertadores de América 2013, torneo al que su nuevo equipo, disputa por primera vez en su historia.
En julio de 2013 cruza nuevamente la cordillera y vuelve a San Juan, pero esta vez para disputar el Torneo Argentino B con Trinidad de San Juan.
Durante el 2012 Cristian reconoció ser hincha de un humilde club denominado Deportivo Hacha, en su cuenta de Facebook.

## Selección nacional
Grabinski fue internacional con selecciones juveniles de Argentina, es las que disputó 19 partidos (tomando en cuenta Sub-17, Sub-20 y Sub-21). Participó en la Copa Mundial de Fútbol Sub-17 de 1997, en la que jugó cuatro encuentros, y en la Copa Mundial de Fútbol Sub-20 de 1999, donde fue alineado en tres ocasiones. Se consagró campeón en el Campeonato Sudamericano Sub-20 de 1999.

## Clubes[9]

### Como jugador
| Club                | País                | Año                 | PJ  | Goles |
| ------------------- | ------------------- | ------------------- | --- | ----- |
| Newell's Old Boys   | Argentina           | 1999-2003           | 83  | 1     |
| Racing Club         | Argentina           | 2003-2006           | 56  | 4     |
| Colón               | Argentina           | 2006                | 6   | 0     |
| AEK Larnaca         | Chipre              | 2007                | 0   | 0     |
| Emelec              | Ecuador             | 2008                | 1   | 0     |
| Chacarita Juniors   | Argentina           | 2008-2010           | 60  | 5     |
| San Martín (SJ)     | Argentina           | 2010-2012           | 87  | 2     |
| Deportes Iquique    | Chile               | 2013                | 6   | 0     |
| Juventud Alianza    | Argentina           | 2013                | 4   | 0     |
| Total en su carrera | Total en su carrera | Total en su carrera | 303 | 12    |

### Como entrenador
| Club                    | País      | Año  |
| ----------------------- | --------- | ---- |
| Boca Unidos*            | Argentina | 2015 |
| Unión Santiago          | Argentina | 2016 |
| Juventud Alianza        | Argentina | 2017 |
| Social Bañado de Ovanta | Argentina | 2020 |
| Unión Santiago          | Argentina | 2022 |
| Deportivo Armenio       | Argentina | 2023 |
| Villa Dálmine           | Argentina | 2024 |

- Segundo entrenador de Roberto Saucedo.